# Raión de Senna
Senna (en bielorruso: Сенненскі раён) es un raión o distrito de Bielorrusia, en la provincia (óblast) de Minsk. 
Comprende una superficie de 1 966 km².
El centro administrativo es la ciudad de Senna.

## Demografía
Según estimación 2010 contaba con una población total de 26 307 habitantes.